# VII edició dels Premis Platino
La VII edició dels Premis Platino, presentats per la Entitat de Gestió de Drets dels Productors Audiovisuals i Federació Iberoamericana de Productors Cinematogràfics i Audiovisuals, va honrar el millor del cinema iberoamericà estrenat en 2019. Les nominacions van ser anunciades el 18 de març de 2020.
La cerimònia estava programada per a realitzar-se a la Riviera Maya (Mèxic) el 3 de maig de 2020, però a causa dels esdeveniments de salut pública a nivell mundial produïts per la propagació de la COVID-19 va ser ajornada sense una data definida. Davant la incertesa, els guanyadors van ser finalment anunciats el 29 de juny de 2020 través de YouTube per Majida Issa, Omar Chaparro i Juan Carlos Arciniegas.

## Nominats i guanyadors
Els guanyadors de cada categoria estan en negreta.

### Cinema
| Millor pel·lícula iberoamericana de ficció - Dolor y gloria - A Vida Invisível - La trinchera infinita - Monos | Millor direcció - Pedro Almodóvar — Dolor y gloria - Alejandro Amenábar — Mientras dure la guerra - Aitor Arregi Galdos, Jon Garaño, Jose Mari Goenaga — La trinchera infinita - Juan José Campanella — El cuento de las comadrejas                                                  |
| Millor interpretació femenina - Carol Duarte — A Vida Invisível com Eurídice Gusmão - Graciela Borges — El cuento de las comadrejas com Mara Ordaz - Belén Cuesta — La trinchera infinita com Rosa - Ilse Salas — Las niñas bien com Sofía      | Millor interpretació masculina - Antonio Banderas — Dolor y gloria com Salvador Mallo - Ricardo Darín — La odisea de los giles com Fermín Perlassi - Antonio de la Torre — La trinchera infinita com Higinio Blanco - Karra Elejalde — Mientras dure la guerra com Miguel de Unamuno |
| Millor guió - Dolor y gloria — Pedro Almodóvar - A Vida Invisível — Murilo Hauser, Inés Bortagaray, Karim Aïnouz - La trinchera infinita — Jose Mari Goenaga, Luiso Berdejo - Mientras dure la guerra — Alejandro Amenábar, Alejandro Hernández | Millor música original - Dolor y gloria — Alberto Iglesias - El cuento de las comadrejas — Emilio Kauderer - Mientras dure la guerra — Alejandro Amenábar - Monos — Mica Levi |
| Millor pel·lícula d'animació - Buñuel en el laberinto de las tortugas - A Cidade dos Piratas - Elkano, lehen mundu bira - Klaus | Millor pel·lícula documental - Democracia em Vertigem - Ara Malikian: Una vida entre las cuerdas - El cuadro - Historias de nuestro cine |
| Millor opera prima de ficció - La camarista - El despertar de las hormigas - La hija de un ladrón - Ventajas de viajar en tren | Millor direcció de muntatge - Dolor y gloria — Teresa Font - Araña — Andrea Chignoli - La odisea de los giles — Alejandro Carrillo Penovi - La trinchera infinita — Laurent Dufreche, Raúl López                                                                                     |
| Millor direcció artística - Mientras dure la guerra — Juan Pedro de Gaspar - Insumisas — Alexis Álvarez - La trinchera infinita — Pepe Domínguez - Las niñas bien — Claudio Ramírez Castelli                                                    | Millor direcció de fotografia - Monos — Jasper Wolf - La trinchera infinita — Javier Agirre Erauso - Las niñas bien — Daniela Ludlow - Mientras dure la guerra — Álex Catalán |
| Millor direcció de so - Monos — Lena Esquenazi - Dolor y gloria — Sergio Bürman, Pelayo Gutiérrez, Marc Orts - El cuento de las comadrejas — José Luis Díaz - Mientras dure la guerra — Aitor Berenguer, Gabriel Gutiérrez                      | Cinema i Educació en Valors - El despertar de las hormigas - Araña - Diecisiete - Elisa y Marcela |

### Televisió
| Millor interpretació femenina en minisèrie o telesèrie - Cecilia Suárez — La casa de las flores com Paulina de la Mora - Úrsula Corberó — La casa de papel com Silene Oliveira (Tokyo) - Leticia Dolera — Vida perfecta com María Eugenia Aguado - Candela Peña — Hierro com Candela Montes    | Millor interpretació masculina en minisèrie o telesèrie - Álvaro Morte — La casa de papel com Sergio Marquina (The Professor) / Salvador "Salva" Martín - Javier Cámara — Vota Juan com Juan Carrasco - Óscar Jaenada — Hernán com Hernán Cortés - Jorge Román — Monzón com Carlos Monzón   |
| Millor interpretacin femenina de repartiment en minisèrie o telesèrie - Alba Flores — La casa de papel com Ágata Jiménez (Nairobi) - Belén Cuesta — Paquita Salas com Magüi Moreno - Florencia Raggi — Monzón com Patricia Rosello - Mariana Treviño — La casa de las flores com Jenny Quetzal | Millor interpretació masculina de repartiment en minisèrie o telesèrie - Gerardo Romano — El marginal com Director Sergio Antín - Gustavo Garzón — Monzón com Roberto De Luca - Juan Pablo Medina — La casa de las flores com Pablo Olvera - Christian Tappan — Distrito salvaje com Apache |
| Millor minisèrie o telesèrie cinematogràfica iberoamericana - La casa de papel - Distrito salvaje - El marginal - Monzón | |

## Nominacions múltiples
| Producció                    | País(os) de producció        | Nominacions | Premis |
| ---------------------------- | ---------------------------- | ----------- | ------ |
| La trinchera infinita        | Espanya                      | 8           | –      |
| Dolor y gloria               | Espanya                      | 7           | 6      |
| Mientras dure la guerra      | Espanya, Argentina           | 7           | 1      |
| El cuento de las comadrejas  | Argentina, Espanya           | 4           | –      |
| La casa de papel             | Espanya                      | 4           | 3      |
| Monos                        | Colòmbia, Argentina, Uruguai | 4           | 2      |
| Monzón                       | Argentina                    | 4           | –      |
| A Vida Invisível             | Brasil                       | 3           | 1      |
| La casa de las flores        | Mèxic                        | 3           | 1      |
| Las niñas bien               | Mèxic                        | 3           | –      |
| Araña                        | Xile, Argentina, Brasil      | 2           | –      |
| Distrito salvaje             | Colòmbia                     | 2           | –      |
| El despertar de las hormigas | Costa Rica, Espanya          | 2           | 1      |
| El marginal                  | Argentina                    | 2           | 1      |
| La odisea de los giles       | Argentina, Espanya           | 2           | –      |